# Tybjerggård
Tybjerggård er en af landets ældste storgårde, som nævnes første gang i 1291. Tybjerggaard ligger i Tybjerg Sogn i Næstved Kommune. Den nuværende hovedbygning er opført i 1763, og er en enetages bygning i rokokostil som stadig eksisterer i næsten uændret skikkelse. Den blev opført af forfatteren og embedsmanden Tyge Rothe, som lod den daværende hovedbygning i bindingsværk nedrive. 
Tybjerggård Gods er på 1030 hektar med Fuglsang

## Ejere af Tybjerggård
- (1291-1300) Jens Sjællandsfar
- (1300-1305) Margrethe Jensdatter Sjællandsfar gift Eberstein
- (1305-1322) Henrik Albertsen Eberstein
- (1322-1327) Margrethe Jensdatter Sjællandsfar gift Eberstein
- (1327-1360) Cecilie Henriksdatter Eberstein
- (1360-1382) Peder Ludvigsen Eberstein
- (1382-1397) Peder Basse
- (1397-1408) Tyge Basse
- (1408-1446) Sten Tygesen Basse
- (1446-1448) Torben Bille
- (1448-1459) Sophie Bille gift Godov
- (1459-1469) Peder Olufsen Godov
- (1469-1479) Anders Pedersen Godov / Oluf Pedersen Godov
- (1479-1485) Sten Andersen Godov
- (1485-1525) Cecilie Andersdatter Godov gift Henriksen
- (1525-1558) Oluf Glob
- (1558-1578) Dorte Henriksen gift Glob
- (1578-1581) Bjørn Kaas
- (1581-1596) Gabriel Kaas
- (1596-1624) Frederik Quitzow
- (1624-1655) Pernille Banner gift Krafse
- (1655-1672) Erik Banner
- (1672-1678) Ulrik Frederik Gyldenløve
- (1678) Kronen
- (1678-1689) Adam Levin Knuth
- (1689) Kronen
- (1689-1708) Margrethe Wilders gift Werdelmann
- (1708-1724) Anne Margrethe Heinen
- (1724-1728) Frederik von der Maase
- (1728-1735) Conradine Sophie Rostgaard gift von der Maase
- (1735-1763) Peter West
- (1763-1792) Tyge Rothe
- (1792-1795) Andreas Bjørn Rothe
- (1795) T. Bræstrup
- (1795-1798) Henrik Gregorius Lund
- (1798-1804) Christopher Schøller Bülow
- (1804-1833) Jacob Johansen de Neergaard
- (1833-1835) Sophie Magdalene Dinesen gift (1) de Neergaard (2) Steinmann
- (1835-1854) Peter Frederik Steinmann
- (1854-1866) Sophie Magdalene Dinesen gift (1) de Neergaard (2) Steinmann
- (1866-1894) Peter Frederik Steinmann
- (1894-1910) Peter Frederik Steinmann
- (1910-1957) Det Steinmannske Legat
- (1957-2004) Herlufsholm Skole og Gods
- (2004-) Bent Jeppesen